# تاشمورین
تاشمورین (انگلیسی: Tashmuryn) یک شهرک در شهرستان اوچالینسکی استان باشقیرستان کشور روسیه است.